# Атюс
Атюс — река на севере Свердловской области России. Протекает в основном в Серовском городском округе, верховье расположено в Североуральском городском округе. Устье реки находится в 447 км по правому берегу реки Сосьвы. Длина реки Атюс составляет 29 километров.

## Притоки
- 5,5 км: Чап
- 18 км: Большой Атюс

## Данные водного реестра
По данным государственного водного реестра России, Атюс относится к Иртышскому бассейновому округу, речному бассейну Иртыша, речному подбассейну Тобола. Водохозяйственный участок реки — Сосьва от истока до водомерного поста у деревни Морозково.
Код объекта в государственном водном реестре — 14010502412111200010080.